# تاتا کانسیومر پراداکتس
تاتا کانسیومر پراداکتس (انگلیسی: Tata Consumer Products) شرکت کالای هندی است، که در سال ۱۹۶۴ توسط گروه تاتا تأسیس شد.